# Farad'n Corrino
Farad’n Corrino est un personnage de l’univers fictif de Dune, imaginé par Frank Herbert. Il apparaît dans le livre Les Enfants de Dune.

## Caractéristiques du personnage
Il est un des derniers représentants purs de la Maison Corrino. Fils de la princesse Wensicia, elle-même fille de Shaddam IV et de la révérende mère Anirul, et par conséquent sœur de la princesse Irulan. Farad’n vit sur Salusa Secundus, avec le reste de sa Maison, exilée sur cette planète par Paul Atréides lorsque ce dernier a renversé Shaddam IV pour devenir empereur. Farad’n possède une légion de Sardaukars pour sa protection. Il est un temps entraîné à la manière Bene Gesserit par la mère de Paul : Jessica Atréides. Une fois sur Dune, il épouse Ghanima, la sœur de Leto II. Leto II se transformant en ver des sables, il devient stérile, si bien que la seule descendance des maisons Corrino et Atréides provient de l’union de Farad’n et de Ghanima.
Farad'n prend ensuite la fonction de Scribe Impérial sous le nom de « Harq Al Ad »). Ses écrits font l'objet de maints apocryphes dans différents volumes du cycle de Dune.
Leur descendance comprend :
- Moneo Atréides et sa fille Siona Atréides
- Miles Teg et sa fille Darwi Odrade
- Lucille
- Sheana

Ainsi que de nombreux autres protégés de la prescience par l’énorme brassage de gènes de la Grande Dispersion.